# 27 Hydrae
27 Hydrae (P Hydrae) é uma estrela na direção da Hydra. Possui uma ascensão reta de 09h 20m 29.03s e uma declinação de −09° 33′ 20.3″. Sua magnitude aparente é igual a 4.80. Considerando sua distância de 243 anos-luz em relação à Terra, sua magnitude absoluta é igual a 0.43. Pertence à classe espectral G8III-IV+.... Possui um planeta confirmado.